# Bonstetten
Bonstetten é uma comuna da Suíça, no Cantão Zurique, com cerca de 4.328 habitantes. Estende-se por uma área de 7,42 km², de densidade populacional de 583 hab/km². Confina com as seguintes comunas: Aesch bei Birmensdorf, Birmensdorf, Hedingen, Islisberg (AG), Stallikon, Wettswil am Albis.
A língua oficial nesta comuna é o Alemão.